# Санем (моро-наба)
Санем (д/н–189) — 31-й моро-наба (володар) держави мосі Вогодугу в 1871—1889 роках.

## Життєпис
Старший син моро-наби Куту. При народженні отримав ім'я Ахласан. Після смерті батька у 1871 році посів трон. Втім проти нього повстав брат Букарі Куту, якого переміг протягом декількох місяців.
З цієї колотнечі намагалися скористатися держави мосі Буссума і Булса, проте армія Вогодугу відбила всі напади. Також Санем придушив повстання в області Лалле.
1886 році прийняв у своїй столиці Уагадугу німецького мандрівника Готліба Краузе, що став першим європейцем, який досяг Вогодугу. У 1887 році прийняв французького мандрівника Луї-Густава Бінджера. Втім довідавшись, що той збирається до держави Ятенга, запідозрів француза у шпигунстві та змові. Тому той швидко залишили країну.
Помер 1889 року, залишивши лише доньку Амінату. після нетривалої боротьби владу отримав його брат Букарі Куту.